# Toronto Blizzard
O Toronto Blizzard foi um clube de futebol profissional com sede em Toronto, Ontário, Canadá, que jogou na North American Soccer League. Seu estádio era o Varsity Stadium.
O clube foi fundado em 1971 como Toronto Metros, e ao longo de sua história teve diferentes nomes e proprietários.
A equipe encerrou suas atividades em 1984, quando a NASL deixou de existir. Dois anos depois, ele foi refundado e participou da Canadian Soccer League, mas cessou suas atividades definitivamente em 1993.

## Conquistas
Como membro da NASL
- Liga Norte-Americana de Futebol, Soccer Bowl: 1976
- Divisões: 1973, 1977
- Conferência: 1976

Como membro da Canadian Soccer League
- Liga Nacional do Canadá: 1986

## Treinadores
- Graham Leggat (1971-1972)
- Arthur Rodrigues (1972-1974)
- Ivan Marković (1975-1976)
- Domagoj Kapetanović (1976)
- Ivan Sangulin (1977)
- Domagoj Kapetanović (1978)
- Keith Eddy (1979-1981)
- Bob Houghton (1982-1984)

## Jogadores Notórios
| Argentina - Juan Carlos Molina 1982 Brasil - Ivair Ferreira 1966 - Paulo Mata 1979 Bermuda - Clyde Best 1981, 1982 Canadá - Nick Albanis 1980 - Aldo D'Alfonso 1979 - Željko Bilecki 1976 - Brian Budd 1979 - Tony Chursky 1980, 1981, 1982 - Pasquale de Luca 1982, 1983, 1984 - Charlie Falzon 1983, 1984 - Tibor Gemeri 1980 - Sven Habermann 1983, 1984 - Graham Hately 1980, 1981 - Robert Iarusci - Paul James 1983, 1984 - Victor Kodelja 1982, 1983 - Sam Lenarduzzi 1979, 1980, 1981, 1982 - Trevor McCallum 1983, 1984 - Mike McLenaghen 1980 - Dave McQueen 1981, 1982 - Colin Miller 1982, 1983, 1984 - Randy Ragan 1980, 1981, 1982, 1983, 1984 - Peter Roe 1979, 1980 - Gordon Sweetzer 1980, 1981 - Gordon Wallace 1980, 1981 - Bruce Wilson 1981, 1982, 1983, 1984 Ilhas Cayman - Renard Moxam 1979 Croácia - Zeljko Bilecki - Filip Blašković - Ivica Grnja - Ivan Lukačević - Damir Sutevski - Drago Vabec - Stjepan Loparić | Inglaterra - Cliff Calvert 1979, 1980, 1981, 1982, 1983, 1984 - David Fairclough 1982 - Colin Franks 1979, 1980, 1981, 1982 Arquivado em 9 de setembro de 2009, no Wayback Machine. - George Gibbs 1979, 1980 - Jimmy Greenhoff 1981 - Steve Harris-Byrne 1983, 1984 - Jimmy Kelly 1981 - Alec Lindsay 1979 - Alan Merrick 1982 - Dave Needham 1982 - Phil Parkes 1983 - Brian Talbot 1971, 1972 - Dick Howard 1971, 1972, 1973, 1974 Irlanda - Conleth Davey 1984 - Dave Henderson 1979 Itália - Alessandro Abbondanza 1979 - Roberto Bettega 1983, 1984 - Francesco Morini 1980 - Marino Perani Nigéria - Damian Ogunsuyi 1979 Irlanda do Norte - Jimmy Nicholl 1982, 1983, 1984 Peru - Jose Velasquez 1980, 1981 - Juan Carlos Ramirez Gaston 1992 Portugal - Eusébio 1961, 1965, 1969, 1973 Predefinição:Country data Rhodesia Rhodesia - Robert Godoka 1979 Escócia - Jimmy Bone 1979, 1980 - Drew Busby 1979, 1980 - Alex Cropley 1981 - Duncan Davidson 1981, 1982 - Peter Lorimer 1979, 1980 - Willie McVie 1979, 1980 | Escócia (cont.) - Charlie Mitchell 1979 - Bobby Prentice 1979, 1980 - Malcolm Robertson 1981 - Derek Spalding 1983, 1984 África do Sul - David Byrne 1982, 1983, 1984 - Ace Ntsoelengoe 1982, 1983, 1984 - John Paskin 1984 - Neill Roberts 1982, 1983 - Jomo Sono 1980, 1981, 1982 - Julius Sono 1981 - Geoff Wegerle 1983 Suécia - Tore Cervin 1981 - Conny Karlsson 1983, 1984 - Jan Moller 1982, 1983 Turquia - Gungor Tekin 1981 Estados Unidos - Dan Counce 1979 - Paul Hammond 1984 - Jimmy McAlister 1980 - Alan Merrick 1982 - Derek Spalding 1983, 1984 Alemanha Ocidental - Sven Habermann - Arno Steffenhagen 1983 Iugoslávia - Sead Sušić 1978 - Tibor Gemeri - Blagoje Tamindžić - Filip Blašković 1969 - Drago Vabec 1973, 1976 |